# Эдуарду Луиш
Эдуарду Луиш Маркес Крусс Гомеш (порт. Eduardo Luís Marques Kruss Gomes, также известный как Эдуарду Луиш порт. Eduardo Luís; род. 6 декабря 1955, Лореш) — португальский футболист, игравший на позиции центрального защитника, и тренер.

## Клубная карьера
Родившийся в Лорише, Эдуарду Луиш начал профессиональную карьеру в «Маритиму» после неудачного выступления в молодёжной системе лиссабонской «Бенфики». Несмотря на это, сезон 1975/1976 он провёл в столичной команде, но появился только в трех играх Примейра-лиги. Позже вернулся в клуб из Мадейры, где помог подняться из Сегунда-лиги с первой попытки и пропустил только два матча чемпионата в следующих четырех сезонах высшего дивизиона.
В сезоне 1980/1981 «Маритиму» снова вылетел во второй дивизион, и Эдуарду Луиш появился во всех играх за них на пути к очередному повышению. Летом 1982 года он присоединился к «Порту», выступая в качестве основного игрока в двух из семи лет карьеры за северную команду. Его лучший результат пришёлся на сезон 1986/1987, когда он сыграл 27 матчей (забил 1 гол) за команду, которая заняла второе место, дошла до полуфинала Кубка Португалии и добавила к этому Кубок европейских чемпионов того сезона (Эдуарду Луиш отыграл все 90 минут в финальном матче против «Баварии»).
В 1989 году, в возрасте 33 лет, Эдуарду Луиш покинул «Порту» и подписал контракт с «Риу Аве» из второго дивизиона. Он вернулся в Португалию после короткого периода в Канадской национальной футбольной лиге, перейдя в клуб «Оваренсе» из третьего дивизиона и заработав повышение в своём первом сезоне.

## Карьера за сборную
Дебют за национальную сборную Португалии состоялся 24 сентября 1980 года в проигрышном товарищеском матче против сборной Италии (1:3). Был включён в состав на чемпионат Европы 1984 года во Франции, на котором он все матчи провёл на скамейке запасных, а команда дошла до полуфинала. Всего Эдуарду Луиш за сборную сыграл 8 матчей.

## Карьера тренера
Эдуарду Луиш начал тренировать спустя год после завершения карьеры футболиста. Он руководил более чем десятью командами из второго и третьего дивизионов. Его самым большим достижением стало то, что он вывел «Авеш» на четвёртую позицию в Сегунда-лиге сезона 1995/1996.

## Достижения

### «Бенфика»
- Чемпион Португалии: 1975/76

### «Порту»
- Чемпион Португалии: 1984/85, 1985/86, 1987/88
- Обладатель Кубка Португалии: 1983/84, 1987/88
- Обладатель Суперкубка Португалии: 1981, 1983, 1984, 1986
- Обладатель Кубка европейских чемпионов: 1986/87